# Chironomus radialis
Chironomus radialis är en tvåvingeart som först beskrevs av Jean-Jacques Kieffer 1911.  Chironomus radialis ingår i släktet Chironomus och familjen fjädermyggor. Inga underarter finns listade i Catalogue of Life.